# Baix Maestrat
Baix Maestrat Spanyolországban, Valencia Castellón tartományában található comarca. Baix Maestrat Alt Maestrat, Plana Alta, Ports, Montsià és Matarraña comarcákkal határos. Lakosainak száma 88 136 fő (2024).

## Önkormányzatai
| Önkormányzat              | Lakosság | Terület | Népsűrűség |
| ------------------------- | -------- | ------- | ---------- |
| Vinaroz                   | 28.290   | 95,46   | 296,35     |
| Benicarló                 | 26.486   | 47,86   | 553,41     |
| Peñíscola                 | 7.421    | 78,97   | 93,97      |
| Alcalá de Chivert         | 6.893    | 167,56  | 41,14      |
| Cálig                     | 2.020    | 27,47   | 73,53      |
| San Mateo                 | 1.979    | 64,62   | 30,63      |
| Traiguera                 | 1.502    | 59,76   | 25,13      |
| Rosell                    | 1.002    | 74,93   | 13,37      |
| San Jorge                 | 970      | 36,49   | 26,58      |
| Santa Magdalena de Pulpis | 791      | 66,49   | 11,90      |
| Chert                     | 754      | 82,51   | 9,14       |
| Salsadella                | 751      | 49,92   | 15,04      |
| Canet lo Roig             | 724      | 68,67   | 10,54      |
| La Jana                   | 700      | 19,50   | 35,90      |
| Cervera del Maestre       | 642      | 93,24   | 6,89       |
| San Rafael del Río        | 483      | 21,15   | 22,84      |
| Puebla de Benifasar       | 209      | 136,00  | 1,54       |
| Castell de Cabres         | 17       | 30,72   | 0,55       |